# ابتسامة جامايكا (حفل)

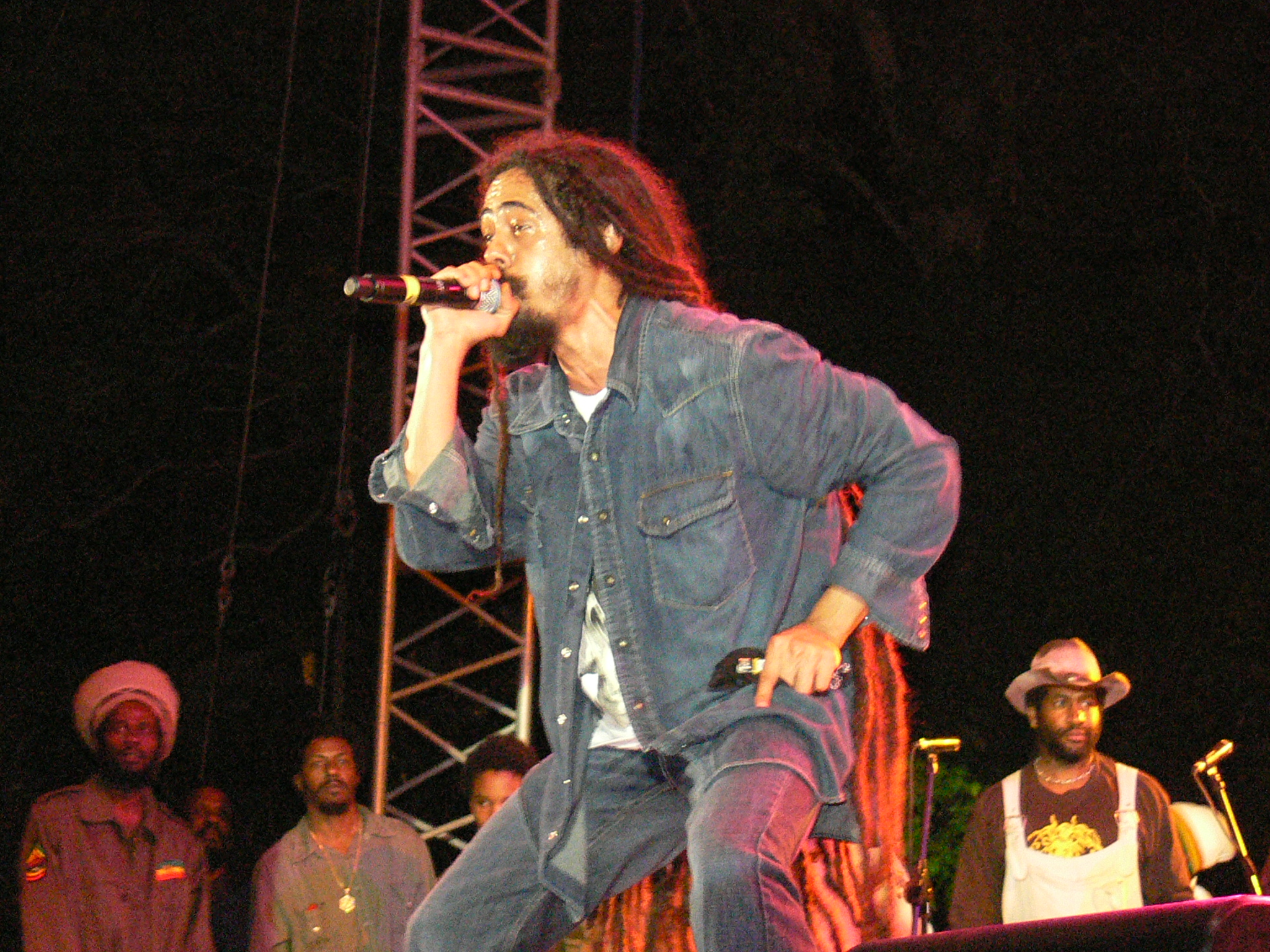

حفل ابتسامة جامايكا The Smile Jamaica Concert هو حفل موسيقي عقد يوم 5 ديسمبر، من سنة 1976، في ساحة الحديقة الوطنية، ب كينغستون، جامايكا، 
وهو حفل موسيقي مجاني نظمه رئيس الوزراء الجامايكي آنذاك مايكل مانلي في محاولة لتخفيف حدة التوتر بين الجماعات السياسية المتناحرة.
في 3 من كانون الأول عام 1976، وقبل يومين من احتفالية «ابتسامة جامايكا»، أصيبت ريتا مارلي، وبوب مارلي، والمدير القائم بالاعمال «دوون تايلور» في اعتداء من قبل مسلحين مجهولين داخل منزل مارلي، أصيبت من خلاله ريتا مارلي زوجة بوب مارلي وتايلور بجروح خطيرة، تحسنت وضعيتهم الصحية في وقت لاحق، بينما أصيب بوب مارلي بجروح طفيفة في الصدر والذراع.
ومع ذلك لبّى مارلي دعوة السلام من اجل جمايكا بحظور موعد الحفل، مع أكثر من 80.000 شخص، ودامت مدة الحفل حوالي 90 دقيقة، على الرغم من إصابته في الاعتداء المسلح.
بعد الحفل غادر بوب مارلي جامايكا إلى لندن حيث مكث لمدة 16 شهرا حتى عاد في عام 1978 في حفلة السلام.

## التأثير الثقافي
خلف الحفل صدى مؤثرا وواسعا على المستوى الفني والقافي فقد اعد لعدة ملتقيات فنية وحفلات باسم ابتسامة جامايكا، التلفزيون الجامايكي نظم برنامجا صباحيا تحت عنوان ابتسامة جامايكا، وهي إشارة واضحة لشعبية سلسلة الحفلات الموسيقية تحت اسم ابتسامة جامايكا واستلهاما من حفل 5 ديسمبر 1976 لبوب مارلي و«(الوايلرز- the Wailers)».